# Ghadžar
Ghadžar, výslovností spíše Radžar (hebrejsky ע'ג'ר‎ nebo עג'אר‎, arabsky غجر‎, v oficiálním přepisu do angličtiny Ghajar, přepisováno též Raghar nebo Aghar) je město (místní rada), nacházející se mezi izraelským Severním distriktem a libanonským guvernorátem Nabatíja. Město spadá do oblasti Golanských výšin, které jsou Organizací spojených národů považovány za území Sýrie okupované Izraelem.

## Geografie
Leží v ploché krajině v nadmořské výšce 310 metrů na pomezí Golanských výšin, Horní Galileji a Libanonu, poblíž pramenné oblasti řeky Jordán, konkrétně poblíž potoka Hasbani. Město se nachází přímo na hranici mezi Izraelem kontrolovaným územím a Libanonem, cca 155 kilometrů severovýchodně od centra Tel Avivu a cca 78 kilometrů severovýchodně od centra Haify.
Ghadžar je situován oblasti s etnicky smíšeným osídlením. Vlastní Ghadžar je osídlen arabskými muslimy, respektive alávitskou odnoží islámu. Jde o jediné sídlo pod kontrolou Izraele obývané alávity. Východně odtud, na severu Golanských výšin, leží vesnice obydlené Drúzy. Jižním směrem, v údolí řeky Jordán je osídlení čistě židovské.
Na dopravní síť je Ghadžar napojen pomocí lokální silnice číslo 999, která vede k jihovýchodu, ke kibucu Snir, a pomocí další místní komunikace, která vede k jihu, do prostoru kibucu ha-Gošrim.

## Dějiny
Podle místní tradice byl Ghadžar založen už před 2000 lety.
Ghadžar leží na Golanských výšinách, které byly dobyty izraelskou armádou během šestidenní války v roce 1967 a jsou od té doby cíleně osidlovány Izraelci. Podle Zákona o Golanských výšinách z roku 1981 bylo toto původně syrské území anektováno Izraelem a začleněno pod civilní správu v rámci izraelského Severního distriktu. Původní syrské arabské obyvatelstvo během izraelské ofenzívy roku 1967 uprchlo s výjimkou obyvatel několika vesnic. Jednou z těchto vesnic byl i Ghadžar.
Status Ghadžaru je ale složitější. Původně spadala vesnice podle anglo-francouzské dohody o rozdělení zón kontroly z roku 1923 do tehdejšího francouzského Libanonu. Po První arabsko-izraelské válce byla v roce 1949 na základě dohody mezi Libanonem a Sýrií vesnice začleněna do Sýrie. Během Šestidenní války roku 1967 nebyla vesnice obsazena izraelskou armádou, protože Izrael ji považoval za libanonské území a Libanon nebyl v této válce bojující stranou. Libanon ale o správu této vesnice neměl zájem, protože ji považoval za syrské území. 36 zde žijících rodin se tak ocitlo v právním vakuu. Obyvatelé Ghadžaru se proto rozhodli požádat o připojení pod izraelskou kontrolu a všichni (na rozdíl od většiny Drúzů na Golanských výšinách) přijali izraelské občanství.
Roku 1982, tedy krátce po anexi Golan Izraelem byl Ghadžar povýšen na místní radu (malé město). Podle jiného pramene k povýšení došlo už roku 1975.
Od konce 70. let 20. století, kdy Izrael kontroloval pás území v jižním Libanonu, zástavba Ghadžaru přerůstala i na severní, libanonskou stranu hranice. Poté, co se roku 2000 Izrael z Libanonu stáhl, byla tato nově vzniklá část obce postavena pod kontrolu jednotek OSN, přičemž ale lidé v ní žijící zůstávají izraelskými občany. Pro průchod mezi oběma částmi obce tak bylo nutné předkládat průkaz totožnosti jako při přechodu hranice. V severní části obce žijí cca dvě třetiny obyvatelstva, zbylá třetina sídlí v jižní části. Většina místních obyvatel dojíždí za prací do vlastního Izraele. Izrael považoval po roce 2000 katastr Ghadžaru za potenciálně nebezpečné místo s možností infiltrace arabských militantních skupin a také s rizikem pašování.
Během Druhé libanonské války Izrael tuto část obce znovu obsadil. Později ale Izrael zvažoval, že libanonskou část obce předá zpět pod libanonskou správu. Podle zprávy z prosince 2009 mělo stažení proběhnout během ledna 2010. K tomu ale nedošlo. Stažení izraelské armády brání sami obyvatelé Ghadžaru, kteří se obávají, že přejdou pod vládu hnutí Hizballáh. Proti plánovanému stažení z Ghadžaru vystupuje ostře Ajúb Qará drúzský poslanec Knesetu.
V listopadu 2010 informoval izraelský premiér Benjamin Netanjahu Generálního tajemníka OSN o izraelském záměru jednostranně opustit severní část města Ghadžar, zasahující na libanonské území, poté, co ztroskotala jednání o dohodě se sousedním Libanonem. Bezpečností otázky nad touto částí města mají být předány UNIFIL. Dne 17. listopadu pak izraelský bezpečnostní kabinet schválil stažení ze severní poloviny Ghadžaru. Komplikovaný mezinárodněprávní status obce Ghadžar je podobný nedalekému území farem Šibáa.
V obci se nacházejí alávitské svatyně.

## Demografie
Podle údajů z roku 2005 tvořili 99,7 % populace v Ghadžaru arabští muslimové. Jde o menší sídlo městského typu. K 31. prosinci 2014 zde žilo 2415 lidí. Během roku 2014 stoupla populace o 2,3 %.
| Rok            | 1983 | 1995  | 2001  | 2003  | 2004  | 2005  | 2006  | 2007  | 2008  | 2009  | 2010  | 2011  | 2012  | 2013  | 2014  |
| -------------- | ---- | ----- | ----- | ----- | ----- | ----- | ----- | ----- | ----- | ----- | ----- | ----- | ----- | ----- | ----- |
| Počet obyvatel | 941  | 1 483 | 1 790 | 1 905 | 1 961 | 2 009 | 2 065 | 2 129 | 2 183 | 2 168 | 2 219 | 2 244 | 2 301 | 2 361 | 2 415 |